# Guvern
Guvernul este organul central executiv al puterii de stat, format din șeful guvernului, miniștri și/sau secretari de stat; cabinet, consiliu de miniștri.
În statele cu formă de guvernământ parlamentară (ex.: Regatul Unit și Germania) și în cele cu formă de guvernământ semiprezidențială (ex.: Franța și România), șeful guvernului se numește prim-ministru sau premier sau, în unele state, cancelar. 
În statele cu formă de guvernământ prezidențială (ex.: SUA), funcția de șef al guvernului o îndeplinește președintele statului.